# Largo da Memória
O Largo da Memória é um logradouro histórico localizado no centro da cidade de São Paulo, no Brasil, no início da Rua Sete de Abril (antiga Rua da Palha). Considerado um símbolo e referência do processo de urbanização da capital do Estado de São Paulo, é delimitado por um "triângulo" criado não intencionalmente (ou seja, de modo natural) que, posteriormente, em função da necessidade de urbanização, se tornou as ruas Coronel Xavier de Toledo (anteriormente conhecida como Rua do Paredão) e Quirino de Andrade (anteriormente Ladeira do Piques) e a Ladeira da Memória, que deu origem ao nome do largo, próximo ao Vale do Anhangabaú, atualmente fazendo parte da Praça da Bandeira. Criado no fim do período colonial, o largo abriga o primeiro e, portanto, mais antigo monumento de São Paulo, o Obelisco do Piques, inaugurado em 1814.
O local já passou por várias mudanças, inclusive de nome, teve a colocação de muros, escadarias e um pórtico. Em 1945, Henrique Manzo, tendo como referência a fotografia "Paredão de Piques, Ladeiras da Consolação e da Rua da Palha, 1862", publicada no Álbum Comparativo da Cidade de São Paulo, de Militão Augusto de Azevedo,  criou a obra do gênero pintura histórica nomeada Piques, 1860, por encomenda do diretor do Museu Paulista, na época Afonso d'Escragnolle Taunay.

## História
O largo foi construído no local antes conhecido como "Piques", um barranco de forma triangular que servia de entrada e saída da cidade de São Paulo para os tropeiros que transportavam mercadorias. Na época em que foi construído o largo, eram utilizados animais para transporte de cargas e mercadorias, e seus donos costumavam fazer uma parada para encher seus recipientes de água na bica ali presente e para seus animais se revigorarem após longas jornadas, além, também, de ali ser um local para reunião dos moradores.
No largo, também funcionou um mercado de escravos. Os donos de negros ou mulatos, quando queriam vendê-los, levavam-nos ao Largo do Piques, onde, aos sábados, havia leilões e compra e venda de gente escravizada. Alguém que quisesse vender ou comprar escravos ia ao mercado de negros do Largo do Piques.
Em 1814, o governo provisório da Capitania de São Paulo constituído pelo bispo D. Mateus de Abreu, o ouvidor D. Nuno Eugênio de Lossio e pelo chefe de esquadra Miguel José de Oliveira Pinto, triunvirato que governou entre 1813 e 1814, encarregou o engenheiro militar Daniel Pedro Müller da construção da Estrada dos Piques, que facilitaria a comunicação entre São Paulo e as cidades do interior, de um muro de arrimo e de um chafariz novo (em formato de casinha acachapada). O patrimônio, que ficou conhecido como Largo da Memória, era localizado na fronteira com a "Cidade Nova", que ficava do lado oposto ao Ribeirão Anhangabaú.
A partir do alargamento das ladeiras do Pique e da Palha, Müller construiu o largo e o chafariz e com a sobra de material de outra obra solicitou ao mestre pedreiro Vicente Gomes Pereira (Mestre Vicentinho) a construção do obelisco "à memória do zelo do bem público" demonstrado pelo governo. O obelisco feito em pedra de cantaria e se localizava dentro de uma bacia de alvenaria com grades de ferro. A obra seria a celebração do encerramento de um dos governos interinos do bispo Dom Mateus ou do fim de uma seca que castigara a região naquele ano. A Pirâmide do Piques é considerada o primeiro monumento de São Paulo ou, como definiu Roberto Pompeu de Toledo em seu livro A Capital da Solidão, a "primeira obra inútil", cuja "função não dizia respeito a nenhum aspecto prático da vida". "A pirâmide era sinal de que São Paulo deixava de ter a função de mero posto avançado para a conversão dos índios", escreveu o autor.
Durante o século XIX, foi uma das "portas de entrada" da cidade, por situar-se no encontro entre os trajetos com destino a Sorocaba, Pinheiros, Anastácio e Água Fria, e um importante ponto de encontro dos moradores da província, viajantes e escravos, atraídos pela água potável fornecida pelo chafariz do largo. A água era captada no Tanque Reúno, próximo à localização da atual Praça da Bandeira, passava pelo Piques e seguia até chegar ao lago central do Jardim Público, atual Parque da Luz. Entretanto, segundo o extinto jornal Correio Paulistano, em 1872 o local era abastecido pelo Tanque do Bixiga, que existe até hoje na Rua 13 de maio.
No final daquele século ganhou uma figueira, Ficus organensis Miquel, também chamada de Figueira-Brava ou Figueira Piques, que em 1986 era considerada "a árvore mais conhecida de São Paulo". No entanto sua importância histórica e ambiental, como árvore centenária com o título de principal e maior árvore, que fornecia sombra e conforto aos moradores dos arredores e viajantes que passavam pelo local, não impediu que fosse ameaçada de ser derrubada. Mais tarde, porém, essa intenção foi revogada. Esse risco de derrubamento foi devido ao novo projeto elaborado para o largo: em 1919, Washington Luís, por ocasião das comemorações do centenário da independência do Brasil, contratou Victor Dubugras e José Wasth Rodrigues para projetar a reforma do largo que lhe daria as feições atuais.
Com estilo neocolonial, o projeto valorizou o obelisco, introduziu um novo chafariz (em um tanque também chamado de "vasca"), um pórtico com azulejos, escadarias e bancos circulares chamados também de êxedras. Em 1922, a Ladeira da Memória tornou-se o primeiro local público onde aparecia o brasão da cidade de São Paulo. Os azulejos da obra com o brasão da cidade (escolhido em concurso público vencido por Guilherme de Almeida e Wasth Rodrigues, em 1917) foram produzidos na Inglaterra e pintados e requeimados no Brasil na primeira fábrica brasileira a produzir faiança fina, um tipo de cerâmica utilizado em louças como xícaras, pratos e outros. Localizada em Santa Catarina, a fábrica era de propriedade de Ranzini, um ceramista italiano. As representações no azulejo confirma o que o largo é: Memória. O largo foi protegido pelo município no começo da década de 1970 (Z8-200-083). Além disso, o projeto paisagístico manteve a figueira no mesmo lugar, com o apoio do vereador Amaral Gurgel, que expôs, na Câmara Municipal de São Paulo (CMSP), sua preocupação com o cuidado dado às árvores do local. A figueira só teve alguns galhos cortados na construção da Estação Anhangabaú, na década de 1970, alguns metros abaixo. A construção dos acessos à estação de metrô e a instalação do terminal de ônibus na Praça da Bandeira, no final da década de 1960, alteraram significativamente o entorno do largo.
Durante todo o século XIX eram comuns reclamações sobre o funcionamento do chafariz, especialmente em relação aos encanamentos, que eram precários e alvos de constante manutenção. Mesmo assim, atendeu a população paulistana e viajantes com seus animais por décadas, até que, em 1872, o chafariz foi retirado do Largo da Memória. Nesta época, o papel de "porta de entrada" da cidade, que até então era papel da estrada de ferro, foi transferido para a Estação da Luz; as antigas tropas foram perdendo a sua importância, até serem totalmente substituídas pelo trem. O fato devia-se ao sistema ferroviário mudar o eixo de transporte da cidade: diminuiu-se gradativamente o transporte com burros e cavalos, à medida que os trens passaram a ser os protagonistas do transporte, tanto vindo do interior como do litoral. Sem o chafariz, o Largo da Memória perdeu bastante de sua relevância.
Devido à importância cultural, histórica e arquitetônica desse logradouro para formação da cidade o Largo da Memória foi tombado como patrimônio histórico estadual (Condephaat) em 1975 e municipal (Conpresp) em 1991.

### Origem do Nome
O Largo da Memória passou a ter esse nome depois de um tempo, originado do nome da ladeira. O batismo como Largo da Memória foi feito pela Câmara de Vereadores, porém ficou desde cedo conhecido como Largo do Pique, alterado posteriormente para Largo do Piques. É polêmica a interpretação da origem do nome Piques.
Segundo o historiador Paulo Cursino de Moura, o nome viria pelo acidentado do terreno. A pique eram todas as ladeiras em volta, toda a encosta. Qualquer descida para aquele centro do vale era a pique. Esta locução adverbial, "a pique", degenerou na gíria popular para simplesmente pique ou piques, referindo-se a todas as ladeiras. A confluência dos piques determinou a generalização do nome a tudo em derredor ao largo. Alguns cronistas chegam a interpretar que o nome "pique" teria sido dado ao lugar em razão da brincadeira das crianças, que ali praticavam o "pique", no entanto Cursino afirma que o brinquedo foi uma consequência do nome do largo, já existente.
Para a arquiteta Luciana de Barros Maragliano, ele tanto poderia representar o nome da família de Lázaro Rodrigues Piques, ferreiro que teria morado próximo ao local por volta de 1770, como também poderia indicar o pronunciado desnível existente entre a rua superior (atualmente, a Rua Xavier de Toledo) e o Vale do Anhangabaú, abaixo; ou seja, uma ladeira a pique.
Para o jornalista Roberto Pompeu de Toledo, há duas possibilidades: a expressão "a pique" (que significa "a prumo", "verticalmente"), por causa do terreno acidentado que formava ladeiras no entorno do monumento, ou que o nome seria devido a uma família de mesmo sobrenome moradora do local. Na publicação Largo da Memória, do Instituto Itaú Cultural, há ainda outra hipótese: "pique" seria usado no sentido de afrontar alguém, já que os tropeiros também resolviam suas rixas no largo.

## Obelisco do Piques
O Obelisco do Piques, também conhecido como Obelisco da Memória, recebendo o nome do local onde fica, é um monumento de cerca de cinco metros de altura, no Largo da Memória, construído em 1814. Originalmente, este marco piramidal demarcava a existência de um chafariz construído no mesmo ano no largo, o Chafariz do Piques, por isso, em referências antigas, aparece também como Pirâmide do Piques, erguido por Vicente Gomes Pereira, vulgo Vicentinho, um mestre de obras português. O povo, vendo que aquele obelisco lembrava uma ponta de lança furando o espaço, teria passado a chamá-lo de "pique", em vez de "obelisco" ou "pirâmide".
A obra foi construída sob a orientação do marechal Daniel Pedro Müller, engenheiro militar, e inicialmente ficava dentro da água, que ali formava uma bacia. Foi encomendada pelo Conde de Palma, em homenagem ao governador Bernardo José de Lorena. O marechal também conduziu a construção do Chafariz do Piques e da antiga Ponte do Carmo.
A obra esculpida em rocha de granito cinza-claro foi restaurada em 2005, por uma empresa privada.

### Restauração de 2005
Em 13 de dezembro de 2005, a Prefeitura de São Paulo entregou à cidade o restauro do obelisco do Largo da Memória. As obras foram patrocinadas pela Companhia Brasileira de Alumínio (CBA), em parceria com o Departamento do Patrimônio Histórico do Município (DPH), ligado à Secretaria Municipal de Cultura.
As características originais projetadas pelo engenheiro Daniel Pedro Müller foram preservadas e restauradas. A CBA, do Grupo Votorantim, patrocinou a restauração e a conservação do obelisco, e foi responsável pela conservação nos dois anos seguintes (2006 e 2007).
Segundo a Prefeitura de São Paulo, "o projeto de restauração [fazia] parte de uma parceria entre a CBA e o DPH, por intermédio do programa 'Adote uma Obra Artística', da Secretaria Municipal de Cultura, da Federação de Amigos de Museus do Brasil (Fambra) e da Ação Local - Ladeira da Memória, que [buscava] o apoio da iniciativa privada para a conservação e recuperação física de obras de arte e monumentos de São Paulo".
Devido a falta de cuidado com a área, o local é considerado muito perigoso e encontra-se abandonado, mesmo sendo um dos pontos turísticos mais importantes de São Paulo. Atualmente, o local serve de abrigo para vários moradores de rua. O cheiro de urina e a sujeira são constantes nesta área.

### Bicentenário em 2014

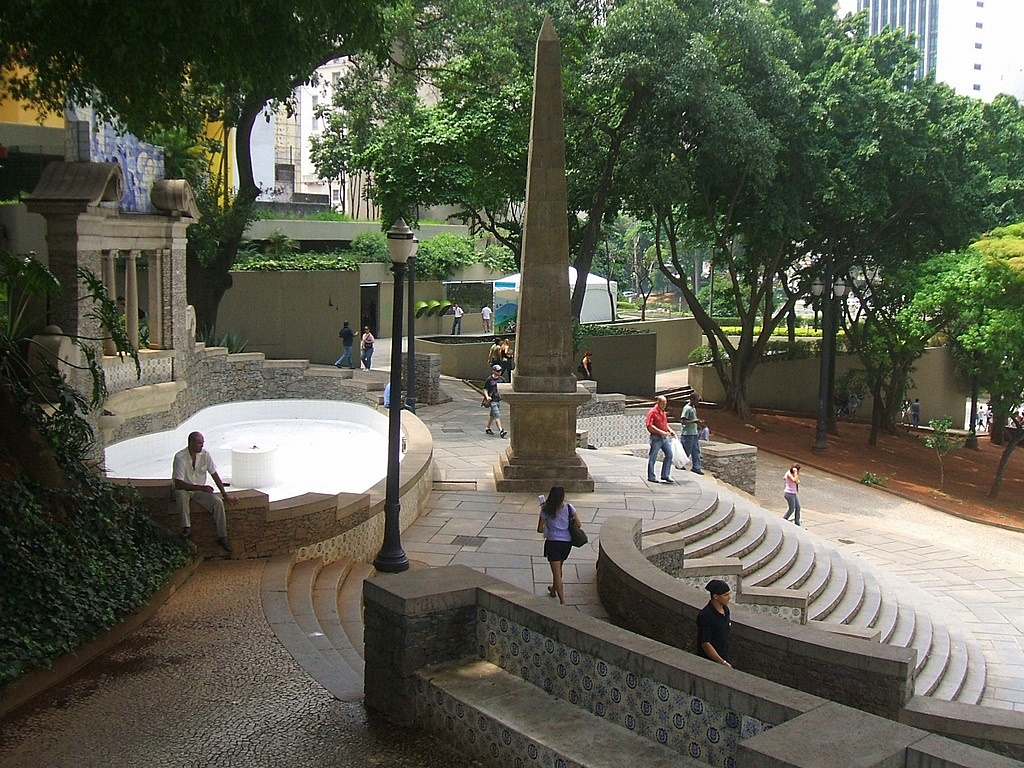
Obelisco do Piques

Em 18 de outubro de 2014, o obelisco do Largo da Memória completou duzentos anos de história. A data foi comemorada com um evento organizado pela Secretaria Municipal de Cultura de São Paulo, que incluía 56 apresentações de dança, teatro, música, circo, estátuas vivas e intervenção urbana criadas por duzentos artistas. A programação teve inicio em 13 de outubro e se estendeu até 2 de novembro. Mustache e os Apaches, Cabaré Três Vinténs, Chaiss na Mala, O Bardo e o Banjo e Emblues Beer Band foram algumas das atrações do evento.
O bicentenário também foi marcado por um projeto de limpeza e proteção química do monumento, por meio de um termo de doação de serviços com as empresas NanoBr, Evonik, Rental Master e Inova. O projeto de restauração do conjunto arquitetônico e de reativação da fonte do monumento foi elaborado pelo escritório Gesto Arquitetura e incluído como prioridade no Programa Adote uma Obra Artística, do Departamento do Patrimônio Histórico da Prefeitura de São Paulo.
De acordo com a diretora do Departamento do Patrimônio Histórico, Nádia Somekh, a restauração da obra feita em 2005 se perdeu por falta de conservação.